# Праджапати
Праджапати (санскр. प्रजापति, IAST: prajā-pati, букв. «Владыка созданий») или Праджапита — божество в индуизме.
В Ведах Праджапати — это божество, связанное с деторождением, с зачатием, это бог, породивший мир от своего семени. В гимне «неизвестному богу» говорится, что Праджапати был рождён из золотого зародыша (Хираньягарбха, см. Мировое Яйцо), стал «владыкой творения», поддержал землю и небо, укрепил солнце, измерил пространство, дал жизнь и силу; Праджапати властвует над двуногими и четвероногими, а его руки — это стороны света. В Брахманах Праджапати описывается как отец всех богов, который породил вселенную духовным усилием и посредством жертвоприношения.
В Пуранах и индуистском эпосе Праджапати отождествляется с Брахмой.
Праджапати — это также прозвище Сомы, Савитара и Кашьяпы.

## Буддизм
В буддизме Праджапати или Махапраджапати — сестра матери Будды, его кормилица и мачеха после смерти матери, и первая буддийская монахиня (женщина, вошедшая в сангху).
Также Праджапати — один из 33 богов, упоминается в Дхаджагга-сутте.